# HD 218103
HD 218103，又名BD+00 4963，SAO 127960、HR 8785，是一颗恒星，视星等为6.39，位于銀經76.72，銀緯-51.78，其B1900.0坐标为赤經23h 0m 10.6s，赤緯+0° -51.78′ 5″。